# كاسبر ويسل
كاسبر ويسل (8 يونيو 1745 – 25 مارس 1818) عالم رياضيات ورسام خرائط نرويجى المولد،نرويجى ودنماركى الجنسية، عام 1799 كان ويسل أول شخص يقوم بوصف التفسير الهندسى للأعداد المركبة كنقاط في المستوى المركب.وكان الشقيق الأصغر للشاعر والكاتب المسرحى يوهان هيرمان ويسل.

## سيرته الشخصية
ولِدَ ويسل في فيستبي،بمقاطعة آكرشوس بالنرويج داخل أسرة تتكون من ثلاثة عشر طفلاً. بعد أن انهى دراستة عام 1763 في مدرسة كاتدرائية أوسلو، ذهب إلى الدنمارك لإستكمال دراسته الجامعية حيث أنضم إلى جامعة كوبنهاجن لدراسة القانون، لكن بسبب الضغوط المالية لم يكمل الا عام واحد فقط.وأصبح مساعد مساح أراضي لشقيقه، وعملوا في الأكاديمية الملكية الدنماركية للعلوم والمسح الطوبوغرافي، وكل هذا لم يكن كافياً وتولى عملاً إضافياً كرسام خرائط.وظل يعمل كمساح للاراضى طوال حياته حتى توقف عام 1788 لاستكمال دراسته في القانون. وبحلول عام 1798 تمت ترقيته ليصبح المشرف لعمليات المسح.